# Scopula muscularia
Scopula muscularia là một loài bướm đêm trong họ Geometridae.